# Синяя линия (Дели)
Синяя линия (хинди ब्लू लाइन) — третья линия Делийского метрополитена. Первый участок «Дварка» — «Баракхамба Роуд» был открыт 31 декабря 2005 года. Сегодня общая длина линии составляет 65,2 км, в её составе — 58 станции, 25 из которых расположены на левом берегу реки Джамна. Синяя линия преимущественно эстакадная, за исключением подземных участка «Манди Хаус» — «Раджив Чоук» и станции «Дварка Сектор 21». Она связывает Юго-Западный, Западный, Центральный, Северный и Восточный округа Дели с городами-спутниками Ноида и Газиабад. На схемах обозначается синим цветом и номером  — основная часть, номером  — ответвление «Ямуна Банк» — «Вэйшали». Самая длинная линия Делийского метрополитена.

## История
| Дата            | Участок                                          | Длина, км | Станций |
| --------------- | ------------------------------------------------ | --------- | ------- |
| 31 декабря 2005 | Баракхамба Роуд — Дварка                         | 22,9      | 22      |
| 1 апреля 2006   | Дварка — Дварка Сектор 9                         | 6,5       | 6       |
| 11 ноября 2006  | Баракхамба Роуд — Индрапрастха                   | 2,8       | 3       |
| 10 мая 2009     | Индрапрастха — Ямуна Банк                        | 2,1       | 1       |
| 12 ноября 2009  | Ямуна Банк — Ноида Сити Сентр                    | 13,1      | 10      |
| 6 января 2010   | Ямуна Банк — Ананд Вихар                         | 6,3       | 6       |
| 30 октября 2010 | Дварка Сектор 9 — Дварка Сектор 21               | 2,8       | 2       |
| 14 июля 2011    | Ананд Вихар — Вэйшали                            | 2,6       | 2       |
| 9 марта 2019    | Ноида Сити Сентр — Ноида Электроник Сити         | 6,6       | 6       |
| Всего           | Дварка Сектор 21 — Ноида Электроник Сити/Вэйшали | 65,7      | 58      |

## Станции
Линия фактически состоит из двух: основной линии «Ноида Электроник Сити» — «Дварка Сектор 21» с 50 станциями и ответвления «Ямуна Банк» — «Вэйшали» с 8 станциями. Большинство из них расположено на эстакадах, кроме трёх на участке «Манди Хаус» — «Раджив Чоук» и станции «Дварка Сектор 21». «Каркардума» является самой высоко расположенной станцией Делийского метрополитена — 19 метров над уровнем земли

### Линия 3
- «Ноида Электроник Сити»
- «Ноида Сектор 62»
- «Ноида Сектор 59»
- «Ноида Сектор 61»
- «Ноида Сектор 52» (пересадка на станцию «Ноида Сектор 51» Ноидского метрополитена)
- «Ноида Сектор 34»
- «Ноида Сити Сентр»
- «Голф Корс»
- «Ботаникал Гарден» (пересадка на одноимённую станцию  Пурпурной линии)
- «Ноида Сектор 18»
- «Ноида Сектор 16»
- «Ноида Сектор 15»
- «Нью Ашок Нагар»
- «Майур Вихар Экстеншн»
- «Майур Вихар Фэйз-1» (пересадка на одноимённую станцию  Розовой линии)
- «Акшадхам»
- «Ямуна Банк» (пересадка на ответвление — Линию )
- «Индрапрастха»
- «Прагати Мэдан»
- «Манди Хаус» (пересадка на одноимённую станцию  Фиолетовой линии)
- «Баракхамба Роуд»
- «Раджив Чоук» (пересадка на одноимённую станцию  Жёлтой линии)
- «Рама Кришна Ашрам Марг»
- «Джандейвалан»
- «Карол Багх»
- «Раджейндра Плэйс»
- «Патель Нагар»
- «Шадипур»
- «Кирти Нагар» (пересадка на одноимённую станцию  Зелёной линии)
- «Моти Нагар»
- «Рамеш Нагар»
- «Раджори Гарден» (пересадка на одноимённую станцию  Розовой линии)
- «Тэгор Гарден»
- «Субхаш Нагар»
- «Тилак Нагар»
- «Джанак Пури Ист»
- «Джанак Пури Вэст» (пересадка на одноимённую станцию  Пурпурной линии)
- «Аттам Нагар Ист»
- «Аттам Нагар Вэст»
- «Навада»
- «Дварка Мор»
- «Дварка»
- «Дварка Сектор 14»
- «Дварка Сектор 13»
- «Дварка Сектор 12»
- «Дварка Сектор 11»
- «Дварка Сектор 10»
- «Дварка Сектор 9»
- «Дварка Сектор 8»
- «Дварка Сектор 21» (пересадка на одноимённую станцию  Аэропорт-Экспресса)

### Линия 4
- «Ямуна Банк» (пересадка на основную линию )
- «Лакшми Нагар»
- «Нирман Вихар»
- «Прит Вихар»
- «Каркардума» (пересадка на одноимённую станцию  Розовой линии)
- «Ананд Вихар» (пересадка на одноимённую станцию  Розовой линии)
- «Кошамби»
- «Вэйшали»

## Депо
Линия обслуживается двумя электродепо: «Ямуна Банк» — рядом с одноимённой станцией, «Наджафгар» — рядом со станцией «Дварка».